# Liste der Kulturdenkmale in Pirna

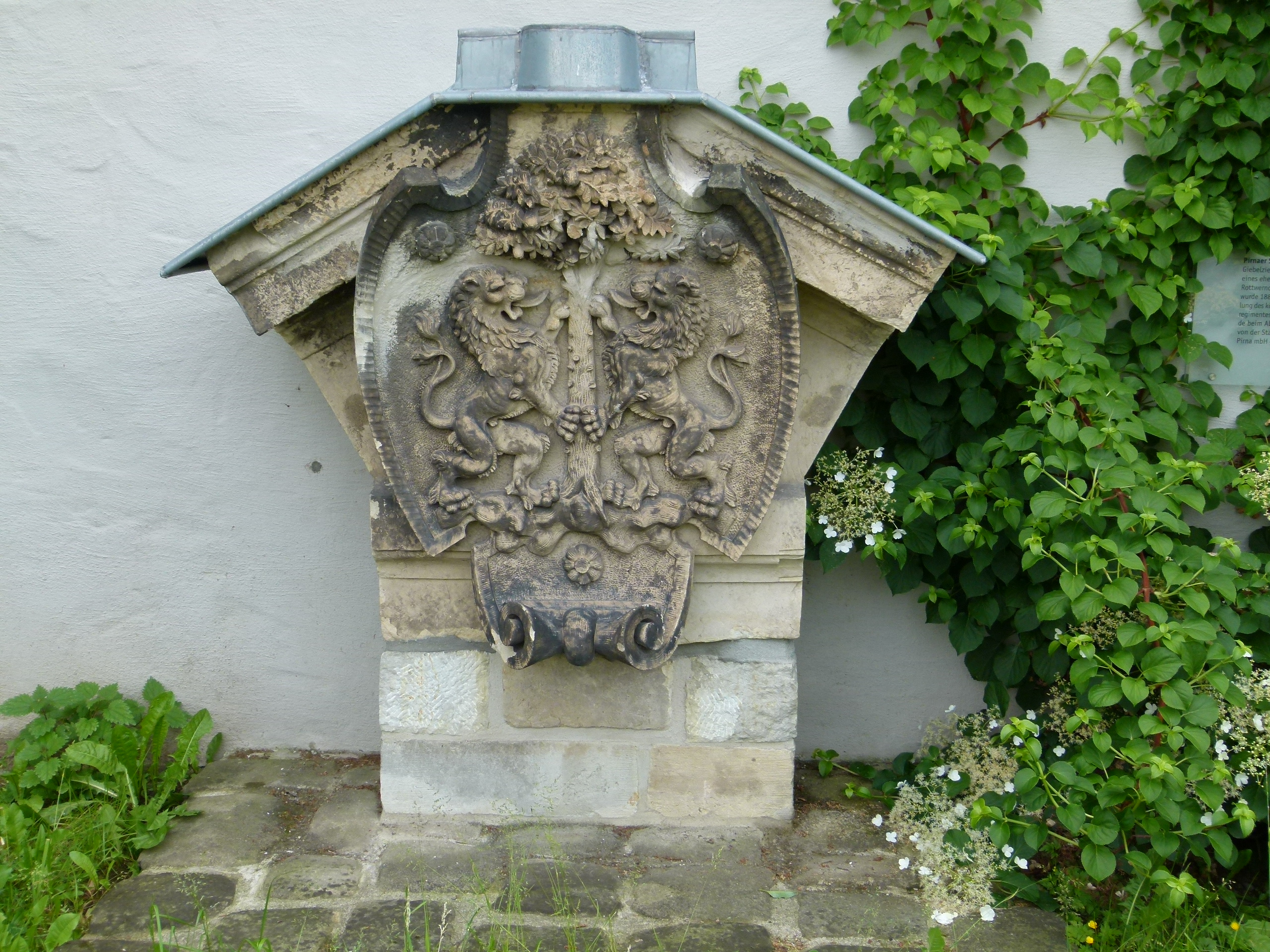
Stadtwappen von Pirna aus Sandstein

Die Liste der Kulturdenkmale in Pirna verzweigt auf die hiesigen Teile der Kulturdenkmalliste der sächsischen Stadt Pirna.
Es sind dies:
- Liste der Kulturdenkmale in Pirna (Altstadt) (A–K)
- Liste der Kulturdenkmale in Pirna (Altstadt) (L–Z)
- Liste der Kulturdenkmale in Pirna (nördliche Stadtteile)
- Liste der Kulturdenkmale in Pirna (östliche Stadtteile)
- Liste der Kulturdenkmale in Pirna (südliche Stadtteile)
- Liste der Kulturdenkmale in Pirna (westliche Stadtteile)